# Georgia (lettertype)

Vergelijking in grootte en spatiëring tussen Georgia en Times New Roman.

Georgia is de naam van een zogenaamd overgankelijk schreeflettertype ontworpen in 1993 door Matthew Carter en digitaal ingetekend ("hinting") door Tom Rickner voor Microsoft Corporation.
Samen met lettertype Georgia ontwierpen ze ook de schreefloze letter Verdana.
De oorspronkelijke versie werd uitgebracht op 1 november 1996 als onderdeel van de collectie "Core Fonts for the Web".
Later werd het gebundeld bij de Internet Explorer 4.0 Supplemental Font Pack. Het is een geregistreerd handelsmerk van Microsoft Corporation.

Ook op Apple Macintosh wordt Georgia standaard geïnstalleerd, en blijkt een goed alternatief voor Times New Roman.
Georgia is ontworpen als beeldschermlettertype, dat duidelijk leesbaar blijft bij kleinere puntgroottes, mede dankzij een redelijk grote x-hoogte.
Het lettertype Georgia vertoont vele gelijkenissen met Times New Roman, hoewel Georgia beduidend groter oogt dan Times in dezelfde puntgrootte.
De karakters van Times New Roman zijn iets smaller, en lijken meer verticaal te staan.
De schreven van Georgia zijn iets breder.
Bij nadere observatie kan men ook veel invloeden van lettertype Clarendon ontdekken, zoals in 'b' 'r' 'j' 'c' (hoofd- en kleine letters).
Een duidelijk verschil vormen de cijfers: Georgia heeft uithangende cijfers, maar Times New Roman heeft tabelcijfers.

## Varianten
Georgia Ref is een variant van enkele zwaarte en met extra karakters. Het is geleverd bij Microsoft Bookshelf 2000, Encarta Encyclopedia Deluxe 99, Encarta Virtual Globe 99.
MS Reference Serif is een afgeleide van Georgia Ref met een vette en cursieve set. Deze is geleverd bij Microsoft Encarta.
Carter maakte in 2007 een nieuwe variant van Georgia speciaal voor de grafische gebruikersapplicatie van de Bloomberg Terminal.